# M.2

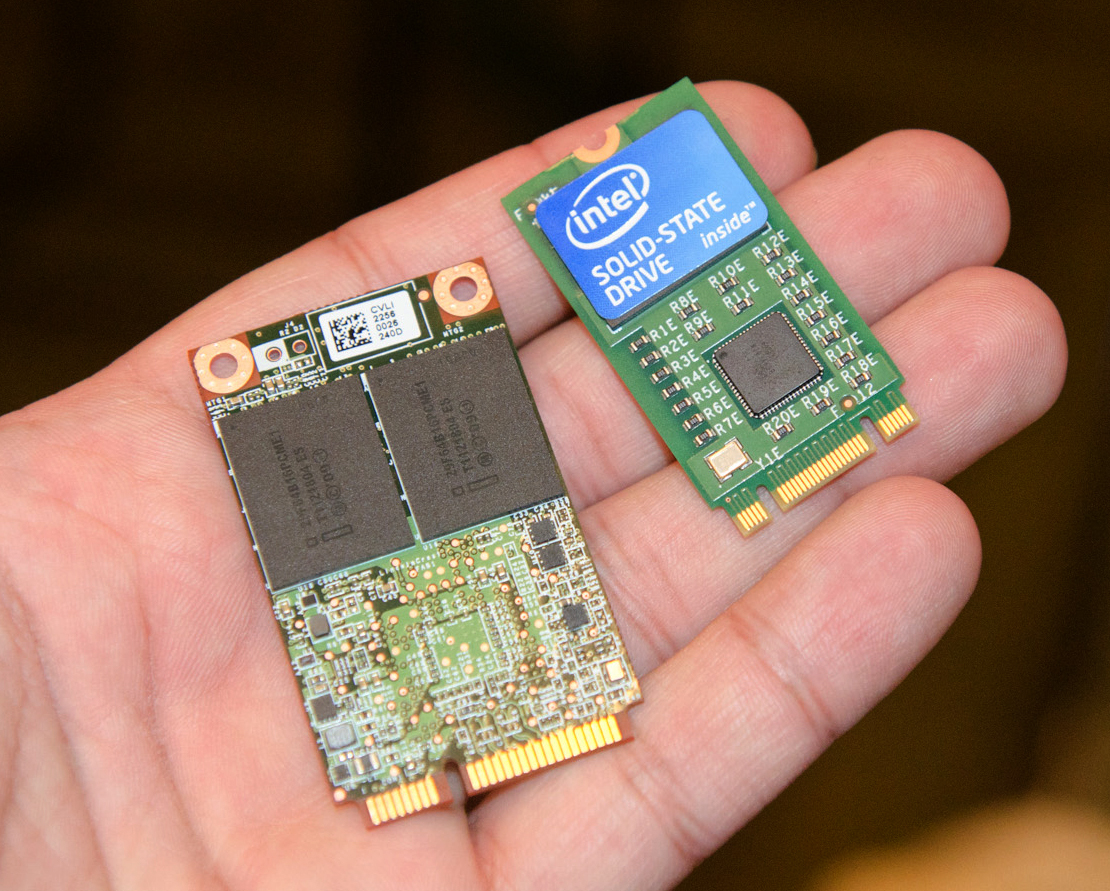
mSATA SSD (왼쪽) 과 M.2 2242 SSD (오른쪽)의 크기 비교

M.2(한국어: 엠닷투)는 컴퓨터 내부에 고정된 확장 카드와 관련된 커넥터의 사양으로, '차세대 폼팩터'(Next Generation Form Factor, NGFF)로 알려지기도 했다. M.2는 mSATA 표준을 대체하며, PCI 익스프레스 미니 카드의 물리적인 카드 레이아웃과 커넥터를 사용한다. M.2는 물리적 사양이 보다 유연하여 서로 다른 모듈 폭과 길이를 허용하며, 유용성과 함께 보다 발달된 인터페이스 특징을 갖추어, 일반적으로 mSATA 보다 반도체 저장장치(Solid State Storage) 적용에, 특히 울트라북이나 태블릿과 같은 소형 기기에서 사용하기에 적합하다.
M.2를 통하여 제공되는 컴퓨터 버스 인터페이스는 PCI 익스프레스 3.0 (4개까지의 PCI 익스프레스 레인 가능), 시리얼 ATA 3.0, USB 3.0 등이다. 원하는 호스트의 지원 단계나 장비의 유형에 따라 어떤 인터페이스를 지원할 것인지에 대한 선택은 해당 M.2 호스트와 장비의 제조사에 달려 있다. M.2 연결기는 M.2 호스트와 모듈의 다양한 목적과 성능을 나타내는 서로 다른 키잉 표시로 M.2 모듈들이 호환되지 않는 호스트 연결기에 꽂히는 것을 방지한다.
과거의 고급 호스트 컨트롤러 인터페이스(AHCI)의 논리 인터페이스 단계를 지원하는 외에, M.2는 M.2 PCI 익스프레스 SSD의 논리적 기기 인터페이스로서 NVM 익스프레스 (NVMe)를 또한 지원한다. NVM 익스프레스는 AHCI에 대한 지원으로 소프트웨어 단계에서 과거의 SATA 기기와 운영 체계에 하위호환성을 가지면서, 고속 PCI 익스프레스 저장 장치의 역량을 충분히 끌어내어 수많은 입출력 작업을 병렬 실행할 수 있도록 설계되었다.
M.2는 최대 32GB 성능을 낼 수 있다. 2016년 1월 기준으로 웬만한 메인보드 들은 현재 M.2를 지원한다. (확장칩셋으로 M.2를 지원하게 할 수 있다.)

## 기능

M.2에도 적용되는 SATA 익스프레스 소프트웨어 구조의 개요도. 논리 장치 인터페이스로서 AHCI 및 NVMe를 통해 레거시 SATA와 PCI 익스프레스 기억 장치를 둘 다 지원한다.

M.2 단자를 통해 노출된 버스들은 PCI 익스프레스 3.0, 시리얼 ATA(SATA) 3.0, USB 3.0 (USB 2.0과 하위 호환)이다.
그러므로 M.2 모듈들은 와이파이, 블루투스, 위성 내비게이션, NFC, 디지털 라디오, 와이기그, 무선 WAN, 솔리드 스테이트 드라이브(SSD) 등의 장치 클래스들을 포함하여 여러 기능들을 지원한다. 2013년 8월 기준으로 골드 리비전에 있는 SATA 버전 3.2 사양은 M.2를 기억 장치를 위한 새로운 포맷으로 표준화하며, 하드웨어 레이아웃을 규정한다.:12
M.2 사양은 최대 4개의 PCI 익스프레스 레인과 하나의 논리적 SATA 3.0 (6 기가비트/초) 포트를 제공하며, 이들은 동일한 단자를 통해 노출되므로 PCI 익스프레스와 SATA 기억 장치 둘 다 M.2 모듈의 형태로 존재할 수 있다. 노출된 PCI 익스프레스 레인들은 호스트와 기억 장치 간 순수 PCI 익스프레스 연결을 제공하며, 별도의 버스 추상화 계층이 필요하지 않다. 2013년 12월 기준으로 PCI-SIG M.2 사양 (리비전 1.0)은 상세한 M.2 사양을 제공한다.:12
M.2 기억 장치와의 접속을 위해 사용되는 논리 장치 인터페이스와 명령 집합에는 M.2 기억 장치의 종류와 이용 가능한 운영 체제 지원에 따라 3가지 선택 사항을 이용할 수 있다.::14
레거시 SATA
SATA SSD에 사용되며, AHCI 드라이버와, M.2 단자를 통해 노출된 레거시 SATA 3.0 (6 기가비트/초) 포트를 통해 접속된다.
AHCI를 이용한 PCI 익스프레스
PCI 익스프레스 SSD에 사용되며, AHCI 드라이버와 제공되는 PCI 익스프레스 레인을 통해 접속되며, PCI 익스프레스 SSD 접근을 위해 AHCI를 이용함으로써 최적의 성능을 전달하지 않는 대가로 운영 체제의 높은 SATA 지원과의 하위 호환성을 제공한다.
NVMe를 이용한 PCI 익스프레스
PCI 익스프레스 SSD에 사용되며, NVMe 드라이버와 제공되는 PCI 익스프레스 레인을 통해 접속되며, 특히 PCI 익스프레스 SSD와 접속에 최적화된, 고성능 및 확장성 있는 호스트 컨트롤러 인터페이스의 역할을 한다.

## 같이 보기
- 장치 대역폭 목록
- NVM 익스프레스